# Antakya
Antioche
Ne doit pas être confondu avec Antioche.
Antakya (en turc : [ˈɑntɑkjɑ]) ou Antioche en français est une ville de Turquie, située au sud du pays dans la province extra-anatolienne du Hatay, dont elle est la capitale, à une vingtaine de kilomètres de la côte levantine du bassin méditerranéen, dans une vallée sur les rives de l'Oronte (appelé Asi en turc).
La ville occupe le site de l'antique Antioche-sur-l'Oronte (en grec ancien : Ἀντιόχεια ἡ ἐπὶ Ὀρόντου / Antiókheia hē epì Oróntou ; en latin : Antiochia ad Orontem), fondée au IVe siècle av. J.-C. par les Séleucides et promue capitale des provinces syrienne puis cœlé-syrienne sous les Romains avant de jouer « un rôle ecclésiastique de premier plan » à partir du IVe siècle apr. J.-C. et la fondation de l'Empire byzantin, l'Église d'Antioche étant une des cinq premières Églises chrétiennes (avec celles de Rome, Constantinople, Alexandrie et Jérusalem).
Prise par le calife Omar au VIIe siècle, la ville médiévale (appelée en arabe أنطاكيّة / anṭākiyya, parfois transcrit « Antakiyé » en français) retrouva son nom grec ou la forme arabisée de celui-ci au gré des conquêtes ou des reconquêtes par les Byzantins (en 969), les Seldjoukides (en 1084), les croisés (en 1098), les Ayyoubides (en 1187) et les Mamelouks (en 1268) qui s'y succédèrent jusqu'à l'arrivée des Ottomans en 1517, qui l'intégreraient au pachalik d'Alep puis au vilayet d'Alep (en 1867). Rattachée au sandjak d'Alexandrette puis en 1938 à l'État du Hatay sous le mandat français qui suivit la chute de l'Empire ottoman à la fin de la Première Guerre mondiale, Antioche rejoignit avec le reste de l'État du Hatay la République turque au terme d'un référendum qui s'est tenu en 1939 mais dont la légitimité demeure à ce jour contestée par la Syrie.
La ville moderne turque d'Antakya est peuplée d'environ 250 000 habitants, dont la majorité est turcophone, l'arabe continuant néanmoins d'être parlé par une partie de la population.

## Géographie
La ville se trouve à une vingtaine de kilomètres de la Méditerranée.

## Histoire

### Antiquité et Moyen Âge
L'histoire d'Antakya commence par la fondation d'Antioche par le diadoque Séleucos Ier Nicator vers 300 av. J.-C.. Elle devient la principale métropole de la Syrie hellénistique, romaine et byzantine et conserve un rôle important sous la domination arabe, de nouveau byzantine, seldjoukide et croisée.
La prise et la mise à sac d'Antioche par le sultan mamelouk Baybars en 1268 marquent le déclin de la ville, qui intègre le sultanat mamelouk d'Égypte.

### Époque moderne

#### Époque ottomane
Les Ottomans prennent la ville en 1516 à la suite de la bataille de Marj Dabiq et y installent une garnison de janissaires. Antioche est devenue une bourgade, à l’écart des voies commerciales qui convergent vers Alep. Les vaisseaux venus d’Europe débarquent au XVIIe siècle à Alexandrette. Les marchandises prennent ensuite la route d’Alep où les puissances européennes, dont la France depuis François Ier, sont représentées par des consuls. Les affaires se font désormais ailleurs.
En 1832, Ibrahim Pacha s'en empare au nom de son père Méhémet Ali, vice-roi d'Égypte. La ville est restituée à la paix de Kütahya, le 14 mai 1833. La population d'Antioche est alors constituée de communautés très diverses. Les Syriens constituent le gros de la population, les colons turcs sont de plus en plus nombreux, augmentés de fortes communautés chrétiennes, notamment des Grecs et surtout des Arméniens.
Cette diversité ethnico-religieuse fut à l’origine des déchirements de la ville au début du XXe siècle. Choisissant de résister par les armes aux persécutions dont ils sont victimes à partir de 1915, les Arméniens se retranchent sur le Musa Dagh (« la montagne de Moïse »), entre la ville et la mer, et doivent être évacués in extremis par la marine française.

#### Le mandat français
En 1918, le sandjak d'Alexandrette dont Antioche fait partie, est occupé par l’armée française, comme la Cilicie et la Syrie. La Société des Nations envisage d'intégrer la ville à la Syrie, placée sous mandat français ; la présence d’une forte population turque impose l’organisation d’un référendum d’autodétermination. Pour ménager la Turquie dont il souhaitait la neutralité en cas de nouvelle guerre, le gouvernement d'Édouard Daladier laisse l’armée turque pénétrer dans le Sandjak en juillet 1938 et organiser le recensement des électeurs. Le résultat donne 63 % de Turcs.

#### Depuis 1939
De nos jours, la ville reste une pomme de discorde entre la Syrie et la Turquie. Officiellement, la Syrie considère le Hatay comme une province irrédente. La ville regroupe moins de 46 000 habitants en 1970 alors que sa population en comptait près de 400 000 au IIe siècle de notre ère.

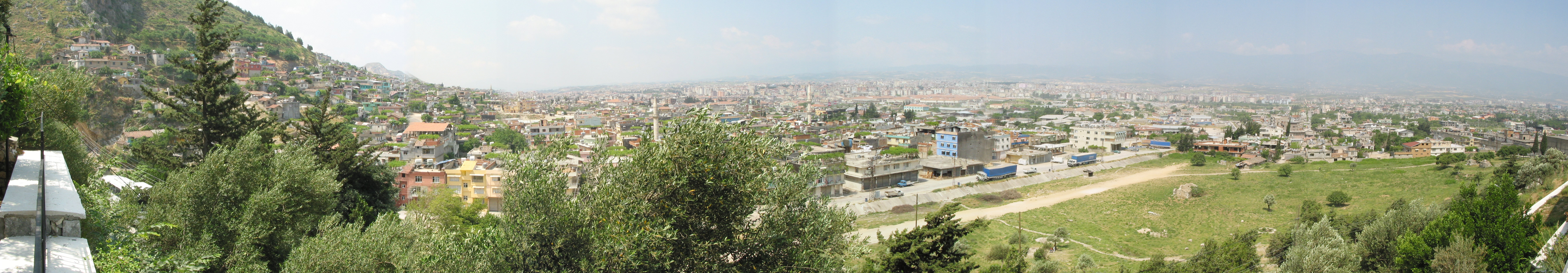
Panorama de la ville en 2003.

La ville a été très fortement endommagée le 6 février 2023 par un tremblement de terre de magnitude 7,8 sur l'échelle de Richter. La plupart des sites historiques dont les églises et les mosquées, sont détruits. L'église Saint-Paul (en) en fait partie.

## Économie

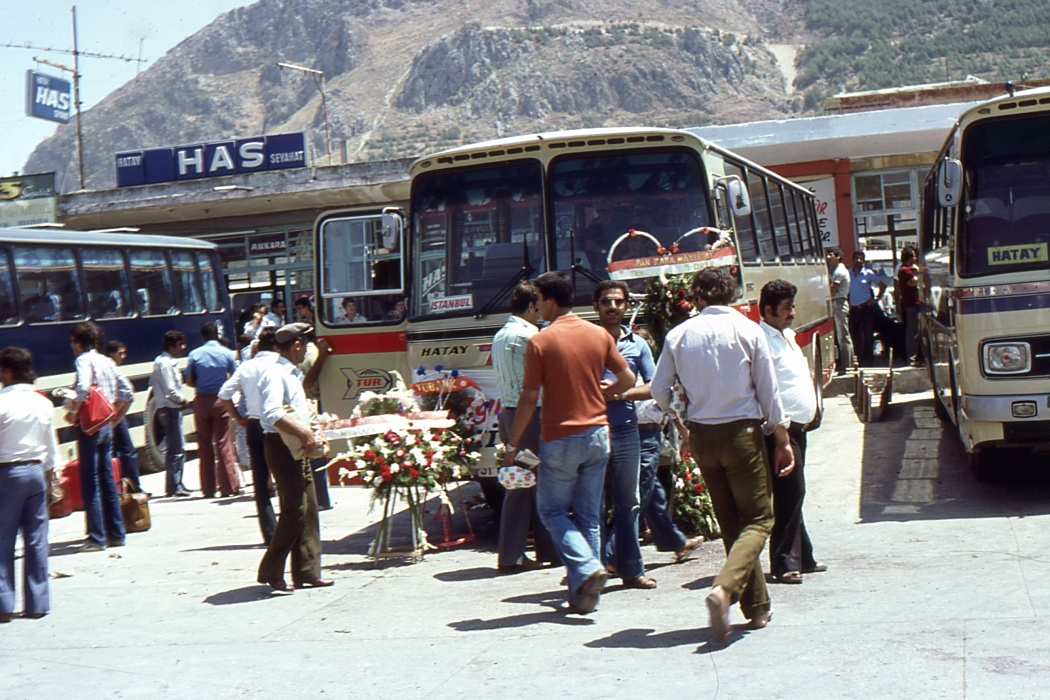
Gare routière en 1980.

## Population
| Recensement français de 1935, |                               |
| Groupes ethniques             | Proportion dans la population |
| Turcs sunnites                | 19 720 (58 %)                 |
| Alaouites                     | 8 670 (25,5 %)                |
| Chrétiens levantins           | 4 930 (14,5 %)                |
| Autres                        | 680 (2 %)                     |
| Total                         | 34 000 (100 %)                |

## Monuments et autres lieux

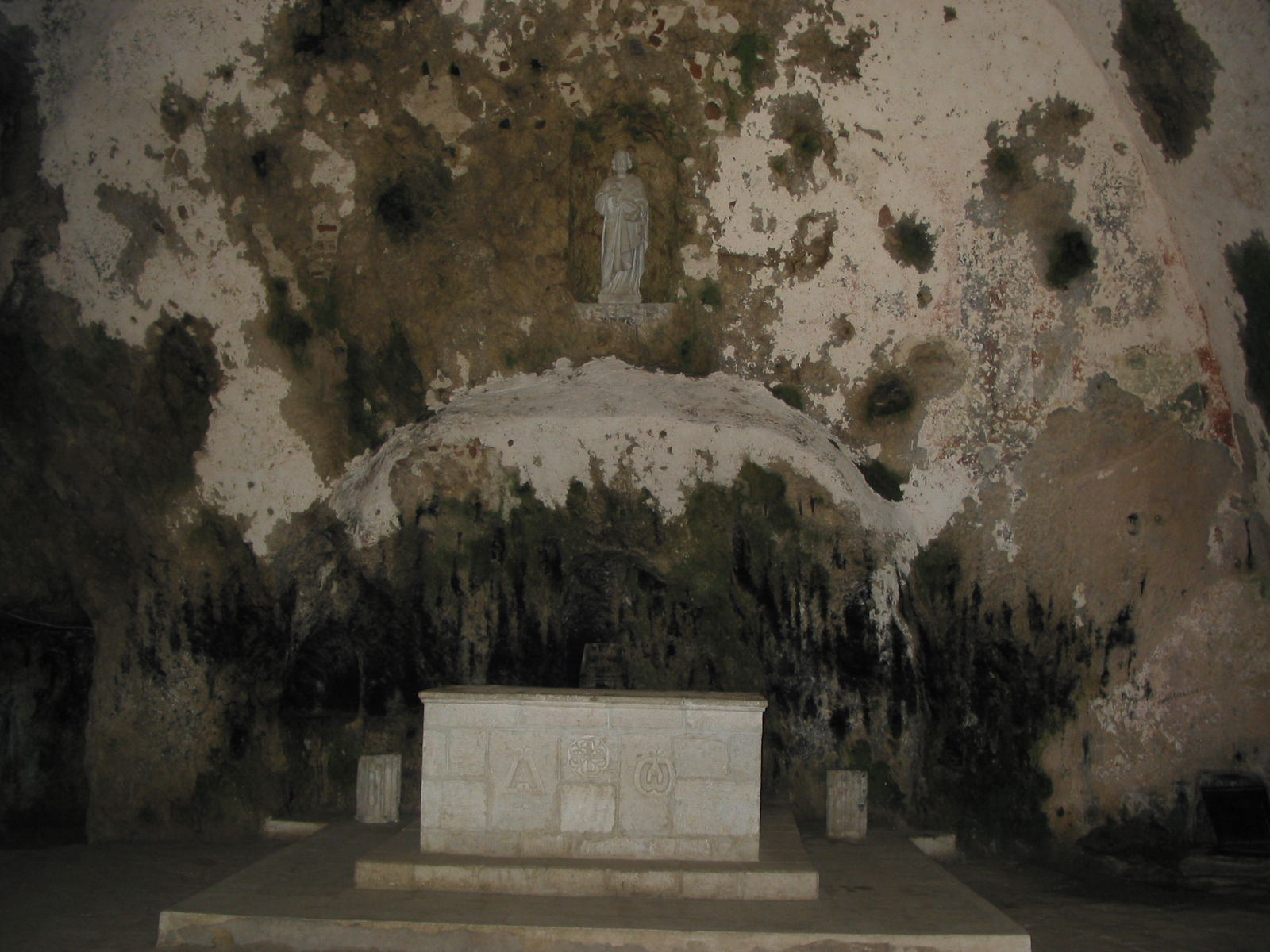
Autel de l’église Saint-Pierre.

- L'église Saint-Pierre est creusée dans la roche et est sans doute la première église chrétienne[réf. souhaitée]. Elle comporte un souterrain qui aurait permis aux premiers chrétiens de fuir en cas de persécutions.
- La grotte Beshikli abrite des tombeaux rupestres
- La colonne de Yunus
- Le musée de la Mosaïque
- La mosquée Habib-i Neccar
- Le bazar
- Le pont romain
- La citadelle qui domine la ville

## Sport
Hatayspor est un club de football basé à Antakya.

## Jumelages
La ville est jumelée avec :
- Aalen (Allemagne).